# A.S.D. Cerea 1912
Associazione Sportiva Dilettantistica Cerea Calcio 1912 hay đơn giản là Cerea là một câu lạc bộ bóng đá Ý có trụ sở tại Cerea, Veneto.

## Lịch sử

### Thành lập
Câu lạc bộ được thành lập vào năm 1912.

### Serie D
Trong mùa giải 2010-11 từ Eccellenza Veneto Group A, đội đã được xếp hạng 2 và lần đầu tiên được thăng hạng lên Serie D bằng cách lấp đầy chỗ trống.
Trong mùa 2011-12 tại Serie D / D, đội được xếp hạng 9. Cerea đã xuống hạng năm 2013.

## Màu sắc và huy hiệu
Màu của đội là trắng và đỏ sẫm.

## Sân vận động
Nó chơi ở Stadio Pelaloca ở Cerea, có sức chứa 2.000 chỗ ngồi.